# Ахо, Эско
Э́ско Та́пани А́хо (фин. Esko Tapani Aho; род. 20 мая 1954, Ветели, Финляндия) — финский политический деятель, премьер-министр Финляндии (1991—1995). Возглавлял партию Финляндский центр (1990—2002).

## Биография
Родился 20 мая 1954 года в местечке Ветели на западе Финляндии в семье фермера.
В 1980 году окончил Хельсинкский университет, имеет степень кандидата политических наук. В университете начал заниматься политикой — был председателем Союза молодого центра и членом Госсовета по делам молодежи.
С 1983 года стал депутатом Парламента Финляндии. В 1990 году на съезде Партии Финляндский центр избран её председателем.
В марте — апреле 1991 года избирался спикером Парламента Финляндии, а 26 апреля 1991 года назначен премьер-министром Финляндии.
В должности премьер-министра был сторонником активного сотрудничества с Россией, наращивания партнёрства с её приграничными регионами. Неоднократно посещал Россию, в том числе — Республику Карелию (1992), Санкт-Петербург и Ленинградскую область (1993), Мурманскую область (1994). 20 января 1992 года в Хельсинки подписал от имени Финляндии с первым заместителем председателя Правительства РФ Геннадием Бурбулисом, представлявшим Россию, Договор между Российской Федерацией и Финляндской Республикой об основах отношений, который пришёл на смену отменённому Договору о дружбе, сотрудничестве и взаимной помощи между СССР и Финляндией 1948 года.
В области внутренней политики проявлял готовность взаимодействия с оппозицией, прежде всего с социал-демократами. Умело руководил партией. В июне 1994 года на прошедшем съезде Партии Финляндский центр, несмотря на мощную оппозицию, сумел добиться принятия решения в поддержку вступления Финляндии в Евросоюз.
После поражения на президентских выборах, с 2000 по 2001 годы читал лекции в Гарвардском университете.
С 2008 года работал в Nokia, а с 2009 по 31 августа 2012 года занимал пост вице-президента компании по корпоративным связям.
С 1 сентября 2012 года назначен на пост старшего научного сотрудника Гарвардского университета.
Председатель правления консалтинговой компании East Office.
В марте 2016 года кандидатура Эско Ахо была выдвинута в состав наблюдательного совета Сбербанка и 27 мая 2016 года утверждена на собрании акционеров. 24 февраля 2022 года вышел из набсовета на фоне российского вторжения на Украину.
Увлекается чтением книг по философии и политологии. Играет в теннис, любит рыбалку и пешие прогулки.

## Семья
Женат. Имеет троих детей.